# Árvore de Natal do Rockefeller Center

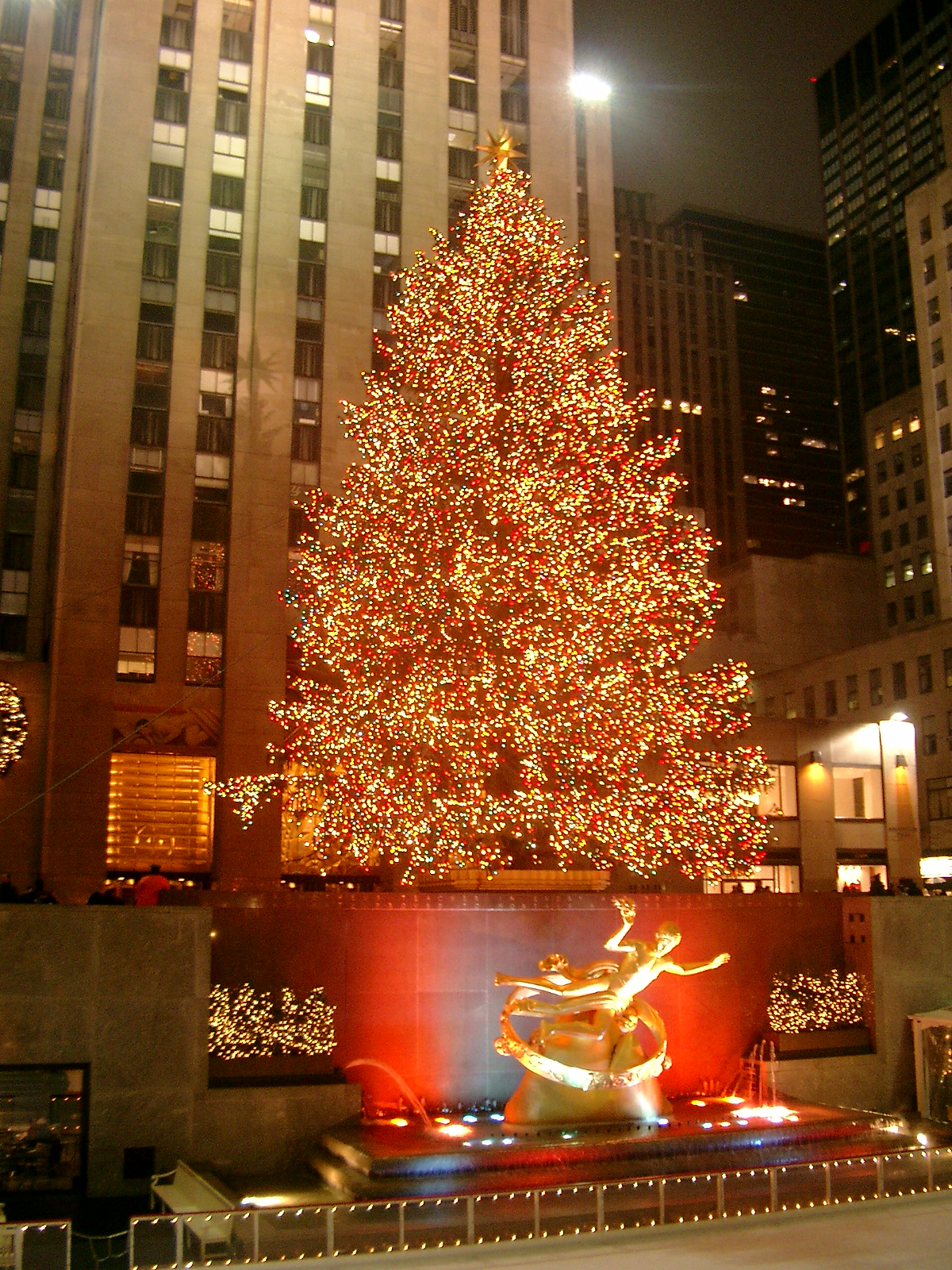
A árvore de Natal do Rockefeller Center em 2007

A Árvore de Natal do Rockefeller Center ou The Rockefeller Center Christmas Tree é uma grande árvore de Natal colocada anualmente no Rockefeller Center, em Midtown Manhattan, em Nova York. A árvore é montada e iluminada no final de novembro ou início de dezembro. Nos últimos anos, o dia da iluminação foi transmitido como um grande evento de Natal ao vivo para todo os Estados Unidos pela rede de TV NBC, acontecendo costumeiramente na quarta-feira seguinte ao feriado do Dia de Ação de Graças.
A árvore, normalmente uma conífera abeto vermelho da Noruega que mede entre 21 a 30 metros, é colocada no mesmo local todos os anos desde 1933. Em 2023, a árvore foi iluminada no dia 29 de novembro.

## Seleção de decoração
Muitas das árvores do Rockefeller foram dadas ao Rockefeller Center por doadores. O falecido David Murbach,
que foi um dos gerentes do Rockefeller Center, usava um helicóptero para observar as árvores que pudessem ser usadas de diversos locais, tais como Connecticut, Vermont, Ohio, Nova York, New Jersey, e até Ottawa, no Canadá. Atualmente as árvores são observadas por Erik Pauze. Quando uma árvore é escolhida, um guindaste a segura enquanto ela é cortada, em seguida ela é transportada por um veículo capaz de levar árvores com alturas de até 38 metros, embora o limite para andar pelas ruas de Manhattan seja de no máximo 34 metros.
Quando chega ao Rockefeller, a árvore é colocada em pé e, com o auxílio de um guindaste funcionários a decoram com 30 mil lâmpadas de LED que estão ligadas com cerca de oito quilômetros de cabos de energia.
A estrela no topo do árvore é a mesma desde 2004 e tem cerca de 2,9 metros de diâmetro. Ela foi criada pelo artista alemão Michael Hammers, que em 2009 também projetou a iluminação própria da estrela.

## História

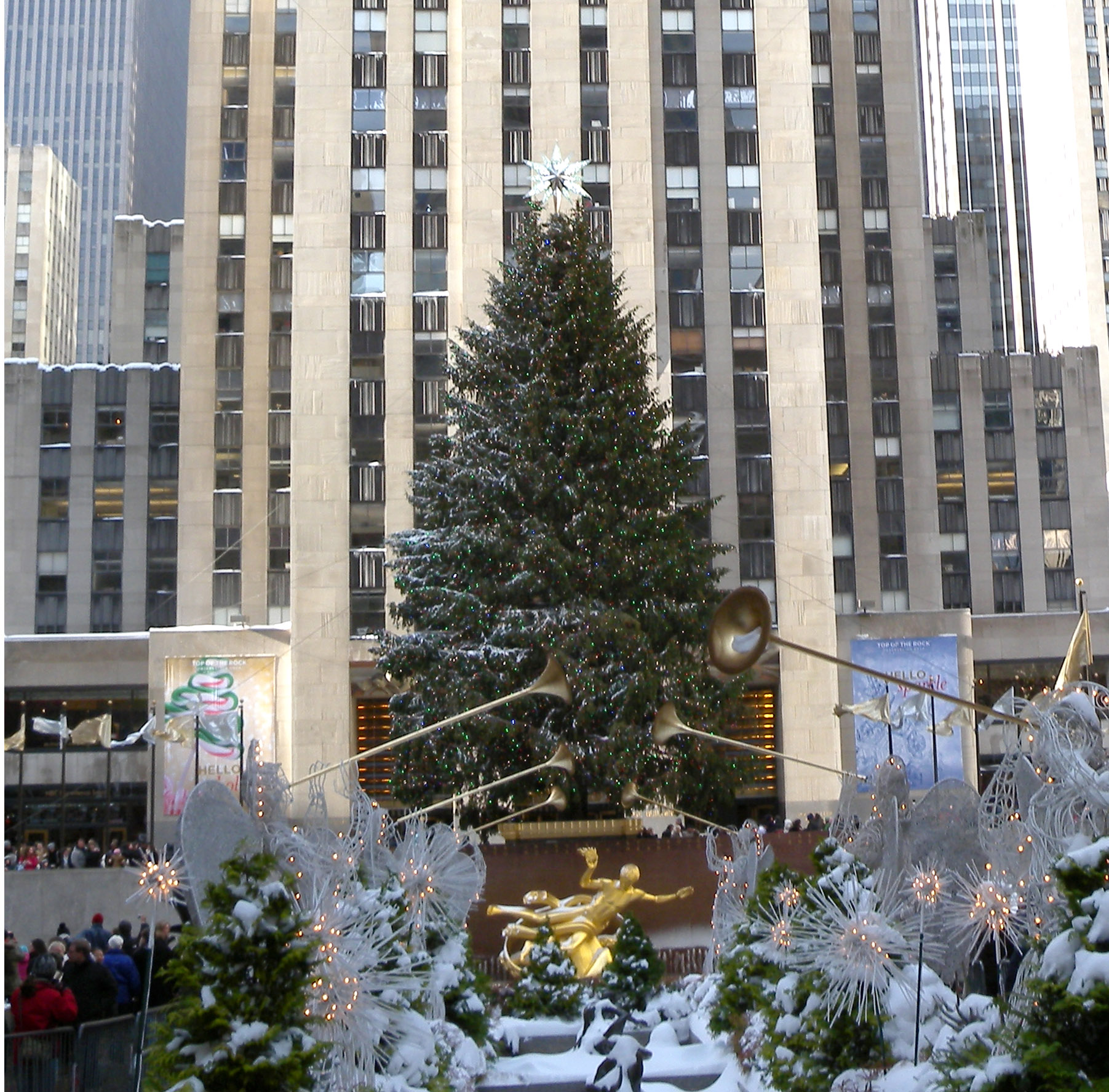
A árvore em um dia de neve em 2009

Embora a tradição da árvore de Natal oficial do Rockefeller Center ter começado em 1933 (ano que foi inaugurado o Rockefeller Plaza), a tradição não-oficial começou um pouco antes durante a construção do Rockefeller Center, quando trabalhadores decoraram um pinheiro menor de cerca de 6,1 m, colocando cordas coloridas, guirlandas de papel e até mesmo algumas latas como enfeites. Isso aconteceu na véspera de Natal do ano de 1931, conforme relatado de Daniel Okrent em sua história sobre o Rockefeller Center. Em 1932 não foi colocada uma árvore de Natal.
A pista de patinagem no gelo, colocada no mesmo local, surge em 1936. 
A Segunda Guerra Mundial trouxe um período com decorações simples e patrióticas, incluindo globos apagados vermelhos, brancos e azuis e estrelas de madeira pintadas. Em 1942, em vez de uma grande árvore, três árvores mais modestas foram criadas, cada uma decorada com uma das cores da bandeira.
Na década de 1950, os trabalhadores começaram a usar andaimes para decorar a árvore. Antes da conclusão da década, o processo de decoração exigia 20 trabalhadores que faziam a decoração em nove dias. O ano de 1951 marcou a primeira vez que a NBC televisionou a iluminação da árvore com um especial no programa "The Kate Smith Show". Em 1969, os famosos anjos heráldicos do artista Valerie Clarebout foram adicionados aos Jardins em frente à árvore, perto da Quinta Avenida. Clarebout criou as 12 esculturas usando 75 pontos de fio metálico em cada uma.
A árvore de Natal decorada permanece acesa no Rockefeller Center até o dia 6 de Janeiro. Em seguida, é removida do local e reciclada para uma variedade de usos. Em 2007, a árvore foi "ecologicamente correta", usando luzes LED. Após o seu uso, a árvore então acabou fornecendo madeira para a construção de casas.
A árvore de Natal mais alta do Rockefeller Center em todos os tempos foi um abeto vermelho de 100 pés (30 metros) que foi colocado em seu local tradicional no dia 11 novembro de 1999.
Em 16 de novembro de 2020, uma coruja-serra do norte fêmea adulta foi encontrada desidratada e com fome dentro dos galhos embrulhados da árvore recém-entregue durante sua instalação. O pássaro foi descoberto por trabalhadores que transportaram o abeto a 170 milhas de Oneonta, Nova York, para a cidade de Nova York. O clandestino de penas, chamado Rockefeller (Rocky), suportou a viagem de três dias e gerou muito interesse público e cobertura da mídia. Ela foi levada a um centro de vida selvagem para um check-up e alimantação antes de ser solta no centro de vida selvagem em Saugerties, Nova York.

### Origem das árvores

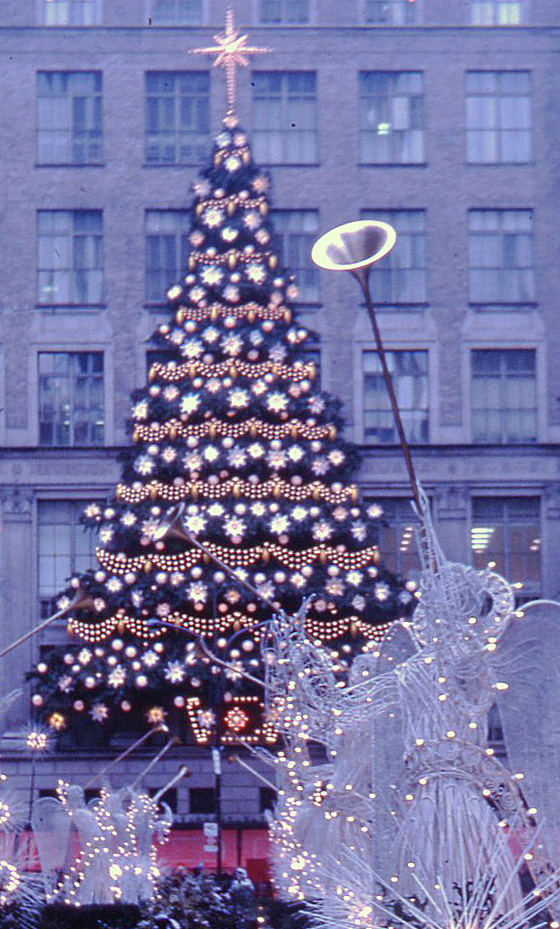
A árvore de Natal do Rockefeller Center em 1970

| Ano  | Local de origem      | Tipo de árvore | Altura        | Iluminação     | Notas       | Ref.          |
| ---- | -------------------- | -------------- | ------------- | -------------- | ----------- | ------------- |
| 2024 | West Stockbridge, MA | Norway spruce  | 74 pés (22 m) | 4 de dezembro  |             | [ 14 ]        |
| 2023 | Vestal, NY           | Norway spruce  | 80 pés        | 29 de novembro | [ nota 1 ]  | [ 15 ]        |
| 2022 | Queensbury, NY       | Norway spruce  | 82 pés        | 30 de novembro | [ nota 2 ]  | [ 16 ]        |
| 2021 | Elkton, MD           | Norway spruce  | 79 pés        | 1 de dezembro  |             | [ 17 ]        |
| 2020 | Oneonta, NY          | Norway spruce  | 75 pés        | 2 de dezembro  |             | [ 18 ]        |
| 2019 | Florida, Orange, NY  | Norway spruce  | 77 pés        | 4 de dezembro  |             | [ 19 ]        |
| 2018 | Wallkill, NY         | Norway spruce  | 72 pés        | 28 de novembro |             | [ 20 ]        |
| 2017 | State College, PA    | Norway spruce  | 75 pés        | 29 de novembro |             | [ 21 ]        |
| 2016 | Oneonta, NY          | Norway spruce  | 94 pés        | 30 de novembro |             | [ 21 ]        |
| 2015 | Gardiner, NY         | Norway spruce  | 78 pés        | 2 de dezembro  |             | [ 22 ]        |
| 2014 | Bloomsburg, PA       | Norway spruce  | 85 pés        | 3 de dezembro  |             | [ 23 ]        |
| 2013 | Shelton, CT          | Norway spruce  | 76 pés        | 4 de dezembro  |             | [ 24 ]        |
| 2012 | Flanders, NJ         | Norway spruce  | 80 pés        | 28 de novembro |             | [ 25 ]        |
| 2011 | Mifflinville, PA     | Norway spruce  | 74 pés        | 30 de novembro |             |               |
| 2010 | Mahopac, NY          | Norway spruce  | 74 pés        | 30 de novembro |             | [ 26 ]        |
| 2009 | Easton, CT           | Norway spruce  | 76 pés        | 2 de dezembro  |             | [ 27 ]        |
| 2008 | Hamilton, NJ         | Norway spruce  | 72 pés        | 3 de dezembro  |             | [ 28 ]        |
| 2007 | Shelton, CT          | Norway spruce  | 84 pés        | 28 de novembro |             | [ 29 ]        |
| 2006 | Ridgefield, CT       | Norway spruce  | 88 pés        | 29 de novembro |             | [ 30 ]        |
| 2005 | Wayne, NJ            | Norway spruce  | 74 pés        | 30 de novembro |             | [ 31 ]        |
| 2004 | Suffern, NY          | Norway spruce  | 71 pés        | 30 de novembro |             | [ 32 ]        |
| 2003 | Manchester, CT       | Norway spruce  | 79 pés        | 3 de dezembro  |             | [ 32 ]        |
| 2002 | Bloomsbury, NJ       | Norway spruce  | 76 pés        | 4 de dezembro  |             | [ 33 ]        |
| 2001 | Wayne, NJ            | Norway spruce  | 81pés         | 28 de novembro |             |               |
| 2000 | Buchanan, NY         | Norway spruce  | 80 pés        | 29 de novembro |             | [ 34 ]        |
| 1999 | Killingworth, CT     | Norway spruce  | 100 pés*      | 1 de dezembro  |             | [ 35 ]        |
| 1998 | Richfield, OH        | Norway spruce  | 75 pés        | 2 de dezembro  |             | [ 36 ]        |
| 1997 | Stony Point, NY      | Norway spruce  | 70 pés        | 2 de dezembro  |             |               |
| 1996 | Armonk, NY           | Norway spruce  | 90 pés        | 3 de dezembro  |             | [ 37 ]        |
| 1995 | Mendham, NJ          | Norway spruce  | 75 pés        | 5 de dezembro  |             |               |
| 1994 | Ridgefield, CT       | Norway spruce  | 85 pés        | 2 de dezembro  |             |               |
| 1993 | Nanuet, NY           | Norway spruce  | 85 pé (26 m)  |                |             |               |
| 1992 | Stony Point, NY      | Norway spruce  | 65 pés        |                |             | [ 38 ]        |
| 1991 | Suffern, NY          | Norway spruce  | 65 pé (20 m)  | 3 de dezembro  |             |               |
| 1990 | West Norwalk, CT     | Norway spruce  | 75 pé (23 m)  |                |             |               |
| 1989 | Montebello, NY       | Norway spruce  | 70 pés        |                |             |               |
| 1988 | Raritan Township, NJ | Norway spruce  | 75 pé (23 m)  |                |             |               |
| 1987 | Suffern, NY          | Norway spruce  | 75 pé (23 m)  | 1 de dezembro  |             | [ 39 ]        |
| 1986 | Nanuet, NY           | Norway spruce  | 68 pés        |                |             | [ 40 ]        |
| 1985 | Harveyville, PA      | Norway spruce  | 70 pés        | 9 de dezembro  |             | [ 41 ]        |
| 1984 | Far Hills, NJ        | Norway spruce  | 75 pé (23 m)  | 3 de dezembro  |             |               |
| 1983 | Valley Cottage, NY   | Norway spruce  | 75 pé (23 m)  | 5 de dezembro  |             |               |
| 1982 | Mahwah, NJ           | Norway spruce  | 70 pé (21 m)  | 6 de dezembro  |             |               |
| 1981 |                      | White spruce   | 65 pés        | 7 de dezembro  |             | [ 42 ]        |
| 1980 | Mahwah, NJ           | Norway spruce  | 70 pés        |                |             | [ 43 ]        |
| 1979 | Spring Valley, NY    | Norway spruce  | 65 pé (20 m)  |                |             |               |
| 1978 | Mahwah, NJ           | Norway spruce  | 75 pés        |                |             |               |
| 1977 | Dixfield, ME         | White spruce   | 65 pé (20 m)  |                |             |               |
| 1976 | Montclair, NJ        | White spruce   | 65 pé (20 m)  |                |             |               |
| 1975 | New Canaan, CT       | Balsam fir     | 59 pé (18 m)  |                |             |               |
| 1974 | Lehighton, PA        | Norway spruce  | 63 pé (19 m)  |                |             |               |
| 1973 | Tenafly, NJ          | Norway spruce  | 65 pé (20 m)  |                |             |               |
| 1972 | Old Bridge, NJ       | Norway spruce  | 65 pé (20 m)  |                |             |               |
| 1971 | East Montpelier, VE  | Balsam fir     | 65 pés        |                |             |               |
| 1970 | Coventry, VT         | White spruce   | 60 pé (18 m)  |                |             |               |
| 1969 | Saranac Lake, NY     | Balsam fir     | 70 pé (21 m)  | 11 de dezembro |             | [ 44 ]        |
| 1968 | Holland, VT          | White spruce   | 60 pé (18 m)  |                |             |               |
| 1967 | Coventry, VT         | Balsam fir     | 65 pé (20 m)  |                |             | [ 45 ]        |
| 1966 | Ottawa, Canada       | White spruce   | 64 pé (20 m)  |                |             | [ 46 ]        |
| 1965 | Darien, CT           | Norway spruce  | 60 pé (18 m)  | 9 de dezembro  |             | [ 47 ]        |
| 1964 | Lake Carmel, NY      | Norway spruce  | 60 pé (18 m)  | 10 de dezembro |             | [ 48 ]        |
| 1963 | Rockaway, NJ         | Norway spruce  | 84 pés        |                |             |               |
| 1962 | Greenville, ME       | White spruce   | 67 pé (20 m)  | 6 de dezembro  |             | [ 49 ]        |
| 1961 | Smithtown, NY        |                | 85 pés        |                |             | [ 50 ]        |
| 1960 | North Harford, PA    | Norway spruce  | 80 pé (24 m)  |                |             | [ 51 ]        |
| 1959 | Podunk, MA           | Norway spruce  | 70 pé (21 m)  | 10 de dezembro |             | [ 52 ]        |
| 1958 | East Madison, ME     | White spruce   | 64 pé (20 m)  | 11 de dezembro |             | [ 53 ]        |
| 1957 | Brighton, VT         | White spruce   | 67 pés        |                |             |               |
| 1956 | Whitefield, NH       | White spruce   | 64 pé (20 m)  | 6 de dezembro  |             | [ 55 ]        |
| 1955 | Belvedere, NJ        |                | 65 pés        |                |             | [ 56 ]        |
| 1954 | Belvidere, NJ        | Norway spruce  | 65 pé (20 m)  |                |             | [ 57 ]        |
| 1953 | Morristown, NJ       | Norway spruce  | 75 pé (23 m)  |                |             | [ 58 ]        |
| 1952 | Allamuchy, NJ        | Norway spruce  | 85 pé (26 m)  |                |             | [ 59 ]        |
| 1951 | Lake Ronkonkoma, NY  |                | 82 pés        |                |             |               |
| 1950 | Mount Kisco, NY      | Norway spruce  | 85 pé (26 m)  |                |             | [ 60 ]        |
| 1949 | Yaphank, NY          | Norway spruce  | 75 pé (23 m)  | 9 de dezembro  |             | [ 61 ] [ 62 ] |
| 1948 | Mount Kisco, NY      | Norway spruce  | 90 pé (27 m)  | 10 de dezembro |             | [ 63 ]        |
| 1947 | Deer Park, NY        | Norway spruce  | 65 pé (20 m)  |                |             | [ 64 ]        |
| 1946 | Syosset, NY          | Norway spruce  | 75 pé (23 m)  |                |             | [ 65 ]        |
| 1945 | Syosset, NY          | Norman spruce  | 55 pé (17 m)  | 14 de dezembro |             | [ 66 ]        |
| 1944 | Long Island, NY      | Norway spruce  | 65 pé (20 m)  |                | [ nota 3 ]  | [ 67 ]        |
| 1942 | Huntington, NY       | Norway spruce  | 50 pé (15 m)  |                | [ nota 4 ]  | [ 68 ]        |
| 1941 |                      | Norway spruce  | 83 pé (25 m)  |                | [ nota 5 ]  | [ 69 ]        |
| 1940 | Hyde Park, NY        | Norway spruce  | 88 pé (27 m)  |                |             | [ 70 ]        |
| 1939 | Desconhecido, NJ     | Norway spruce  | 75 pé (23 m)  |                | [ nota 6 ]  | [ 71 ]        |
| 1938 |                      | Norway spruce  | 70 pé (21 m)  | 19 de dezembro | [ nota 7 ]  | [ 72 ]        |
| 1937 | Allamuchy, NJ        | Norway spruce  | 70 pé (21 m)  |                | [ nota 8 ]  | [ 73 ]        |
| 1936 | Morristown, NJ       | Norway spruce  | 70 pé (21 m)  |                | [ nota 9 ]  | [ 74 ]        |
| 1935 |                      | Norway spruce  | 80 pé (24 m)  |                |             | [ 75 ]        |
| 1934 | Babylon, NY          | Norway spruce  | 70 pés        | 20 de dezembro |             | [ 76 ]        |
| 1933 |                      | Balsam flr     | 50 pés        |                |             |               |
| 1931 |                      | Balsam flr     | 20 pés        |                | [ nota 10 ] | [ 77 ]        |

*Recorde de árvore mais alta

## Christmas in Rockefeller Center
O Natal no Rockefeller Center acontece costumeiramente na quarta-feira seguinte ao Dia de Ação de Graças. O evento conta com atrações musicais e marca também o momento em que as luzes da árvore de Natal do Rockefeller Center são acesas pela primeira vez.

### 2013
Em sua décima sexta edição o Christmas in Rockefeller Center de 2013 aconteceu no dia 4 de dezembro. O evento foi transmitido ao vivo pela rede TV americana NBC e teve shows de artistas como Goo Goo Dolls, Jewel, Leona Lewis e Lauren Alaina. Entre as apresentações estiveram também o emblemático espetáculo das Rockettes, a companhia de dança da Radio City Music Hall.
A honra de apertar o interruptor que acendeu um total de 45 mil lâmpadas multicoloridas foi do prefeito de Nova York Michael Bloomberg, que estava em seu último ano de mandato na cidade; Ele estava ao lado de Jerry e Rob Speyer, dois dos proprietários do Rockefeller Center. O momento em que as luzes acenderam aconteceu por volta das nove horas da noite no horário local.
Membros da família Vargoshe, da cidade de Shelton, no estado de Connecticut, estiveram presentes na cerimônia. A árvore, que media 23,2 metros e tem aproximadamente 75 anos de idade, foi doada pela família que decalrou estar se sentido "orgulhosa" e "emocionada".

## Ligações Externas
- Natal no Rockefeller Center (em inglês)
- Especial da NBC.com (em inglês)
- Luzes da árvores (em inglês)
- Centro de arquivo (em inglês)
- Guia (em inglês)